# Marinha da África do Sul

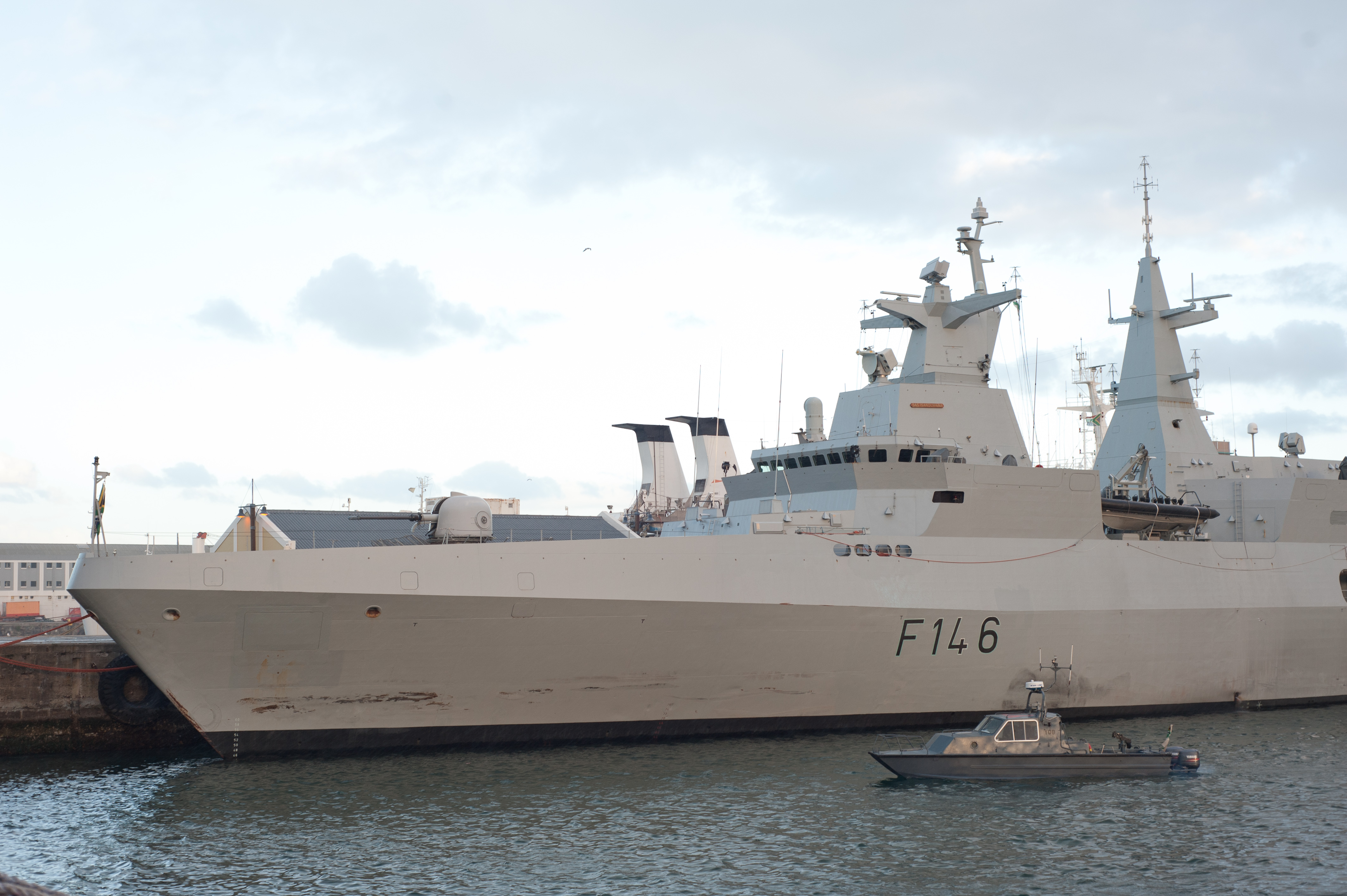
Corvetas da marinha sul-africana.

A Marinha da África do Sul ou Marinha Sul-Africana, é a marinha da Força Nacional de Defesa da África do Sul. O propósito da marinha é para e a condução de operações navais em defesa da República da África do Sul, seus cidadãos e interesses, para a realização de operações de paz, em apoio de outros objetivos nacionais. Outras tarefas são a manutenção, preservação e provisão de serviços navais em suporte a outros departamentos de estado e autoridades, incluindo busca e salvamento, proteção de recursos marinhos e apoio diplomático aos transportes marítimos.

## Bandiera naval

1922–1946
1946–1951
1951–1952
1952-1959
1959–1981
1981–1994
27 Abril 1994 - 11 Novembro 1994
1994–presente